# カンムリバト
カンムリバト（冠鳩、Goura cristata）は、ハト目ハト科カンムリバト属に分類される鳥類。

## 分布
インドネシア（サラワティ島、ニューギニア島北西部、バタンタ島、ミソール島、ワイゲオ島）固有種。セラム島に移入？

## 形態
全長66-75cm。種小名cristataは「鶏冠のある」の意で、頭部に大型で扇状に広がるレース状の冠羽があり和名の由来にもなっている。全身は青みがかった灰色の羽毛で覆われる。上面と小雨覆、中雨覆は赤褐色。大雨覆は淡灰色。世界最大の鳩。

## 生態
低地にある森林や湿地などに生息する。2-10羽からなる小規模な群れを形成し生活する。地表棲で、主に林床で生活する。昼行性で、夜間は樹上で休む。
食性は雑食で、昆虫類や果実、野草などを食べる。地表で採食を行う。
繁殖形態は卵生。樹上に木の枝などを組み合わせた皿状の巣を作り、1回に1個の卵を産む。雌雄とも抱卵し、抱卵期間は28-29日程。育雛も雌雄共に行う。雛は孵化してから30-36日で巣立つ。

## 人間との関係
生息地では羽毛が装飾品になったり、食用とされる。
開発による生息地の破壊や、羽毛目的や食用、ペット用の乱獲などにより生息数は激減している。そのためインドネシアでは法的な保護の対象とされている。